# Nosy Faly
Nosy Faly est une île malgache du canal du Mozambique située à l'ouest de la baie d'Ambaro et à l'est de Nosy Be.